# Уметнички центар Антерија
Уметнички центар Антерија је удружење које је званично основано 12. фебруара 2018. године, са циљем и задатком очувања српског језика и писма, и српске историје, традиције, културе и обичаја.
Намера Удружења је укључивање што већег броја деце и младих као и деце из социјално угрожених категорија, деце са посебним потребама и етничких мањина у циљу спознаје правих уметничких вредности и едукације.
У оквиру удружења постоји и успешно ради певачка група Антерија. Рад са групом почео је пре више година и до сада наступала је у Србији, Шпанији, Италији, Грчкој, Румунији, Бугарској, Македонији... На свим концертима представљали су се музичком традицијом наше земље - духовном, изворном и историјском песмом и музиком.
Оснивач и руководилац центра је професор Дубравка Лонцовић.